# Coeloplana
Genre
Coeloplana est un genre de cténophores benthiques de la famille des Coeloplanidae. 

## Morphologie

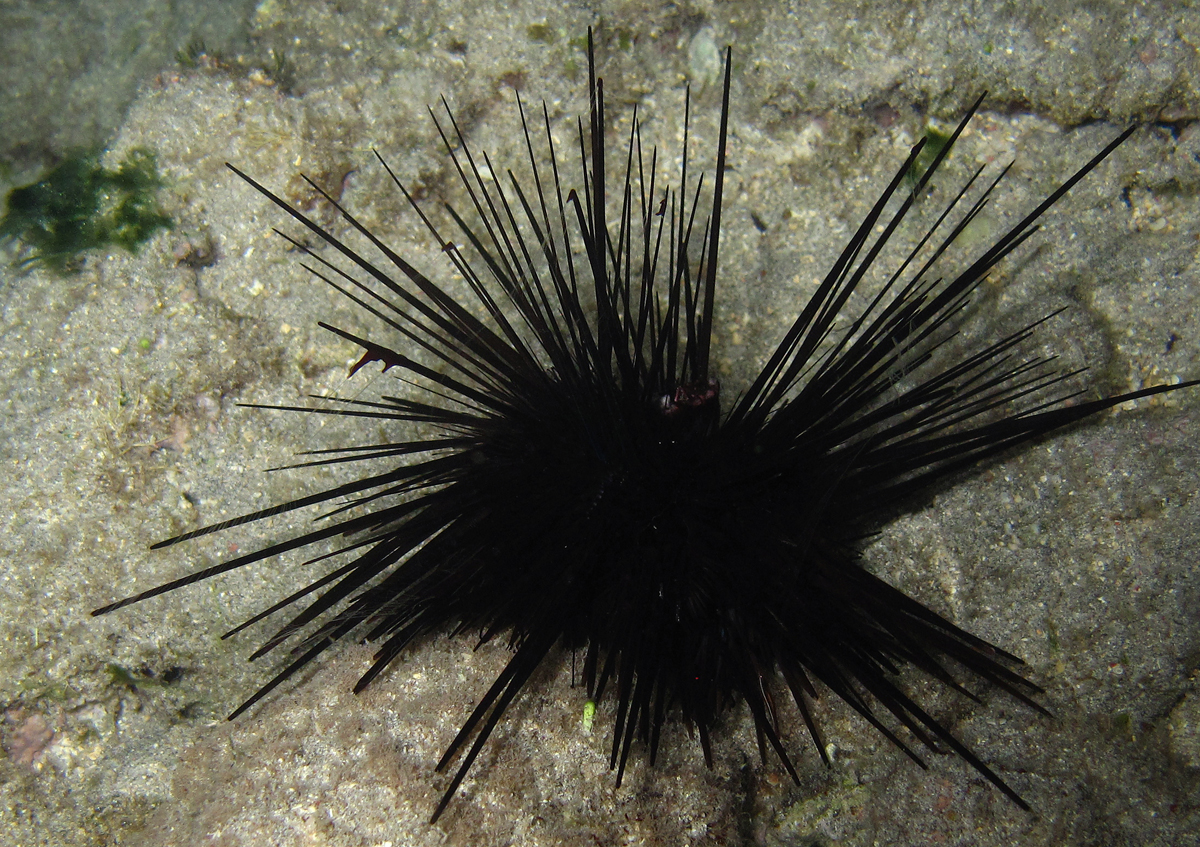
Coeloplana cf. bannwarthi vit en association avec des oursins.

Les espèces du genre Coeloplana sont des cténophores benthiques pourvus de tentacules pêcheurs. Pour mieux se confondre avec leur support, ils sont souvent de forme très aplatie (ce qui les fait davantage ressembler à des limaces de mer ou à des vers plats). 
La plupart vivent en association avec d'autres animaux, notamment des échinodermes, mai certains comme Coeloplana meteoris sont libres et vivent sans hôte. 

## Liste des espèces
Selon World Register of Marine Species (8 septembre 2019) :
- sous-genre Coeloplana (Benthoplana) Fricke & Plante, 1971
  - Coeloplana (Benthoplana) meteoris Thiel, 1968
- Coeloplana agniae Dawydoff, 1930
- Coeloplana anthostella Song & Hwang, 2010
- Coeloplana astericola Mortensen, 1927
- Coeloplana bannwarthii Krumbach, 1933
- Coeloplana bocki Komai, 1920
- Coeloplana duboscqui Dawydoff, 1930
- Coeloplana echinicola Tanaka, 1932
- Coeloplana fishelsoni Alamaru, Brokovich & Loya, 2015
- Coeloplana gonoctena Krempf, 1920
- Coeloplana huchonae Alamaru, Brokovich & Loya, 2015
- Coeloplana indica Devanesen & Varadarajan, 1942
- Coeloplana komaii Utinomi, 1963
- Coeloplana krusadiensis Devanesen & Varadarajan, 1942
- Coeloplana lineolata Fricke, 1970
- Coeloplana loyai Alamaru & Brokovich, 2015
- Coeloplana mellosa Gershwin, Zeidler & Davie, 2010
- Coeloplana mesnili Dawydoff, 1938
- Coeloplana metschnikowii Kowalevsky, 1880
- Coeloplana mitsukurii Abbott, 1902
- Coeloplana perrieri Dawydoff, 1930
- Coeloplana punctata Fricke, 1970
- Coeloplana reichelti Gershwin, Zeidler & Davie, 2010
- Coeloplana scaberiae Matsumoto & Gowlett-Holmes, 1996
- Coeloplana sophiae Dawydoff, 1938
- Coeloplana tattersalli Devanesen & Varadarajan, 1942
- Coeloplana thomsoni Matsumoto, 1999
- Coeloplana waltoni Glynn, Bayer & Renegar, 2014
- Coeloplana weilli Dawydoff, 1938
- Coeloplana willeyi Abbott, 1902
- Coeloplana wuennenbergi Fricke, 1970
- Coeloplana yulianicorum Alamaru, Brokovich & Loya, 2015

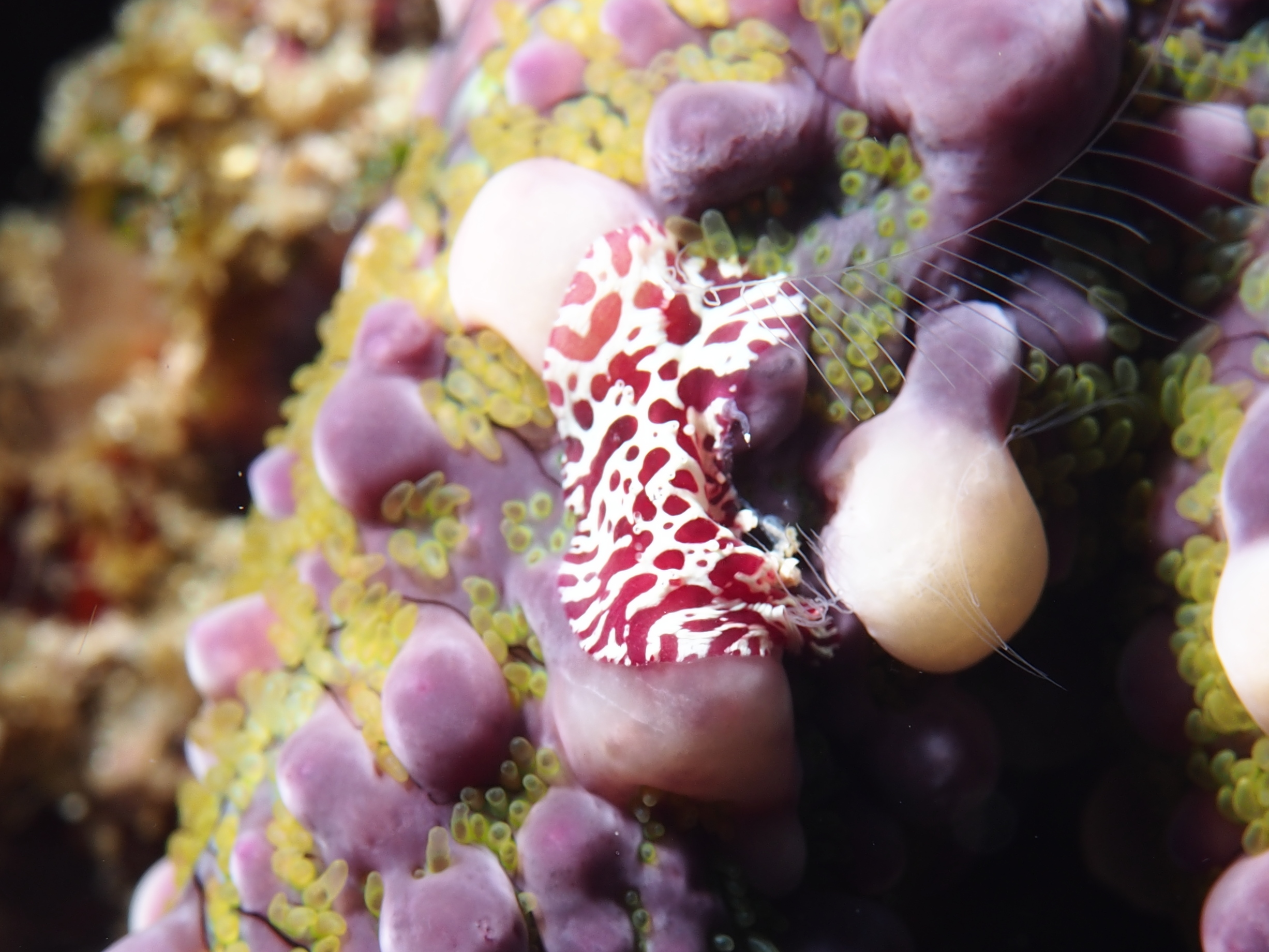
Coeloplana astericola
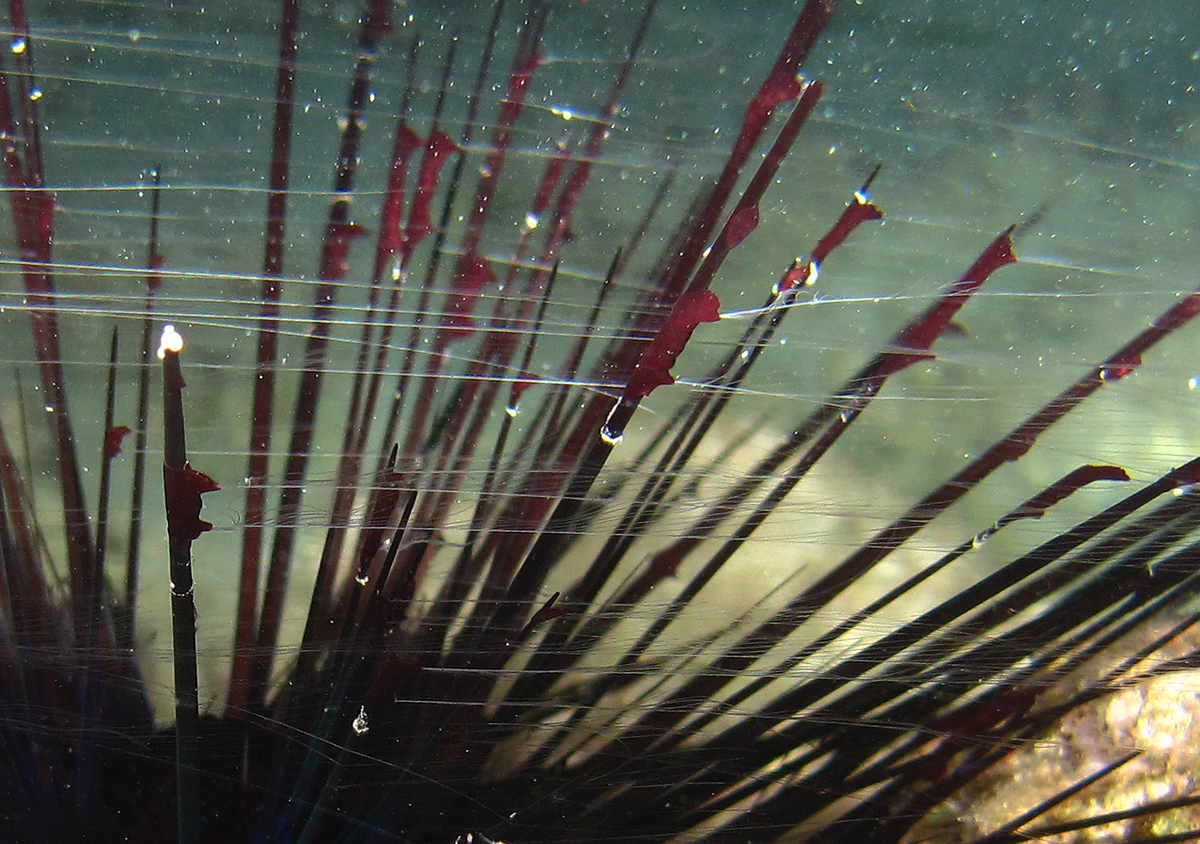
Coeloplana cf. bannwarthi
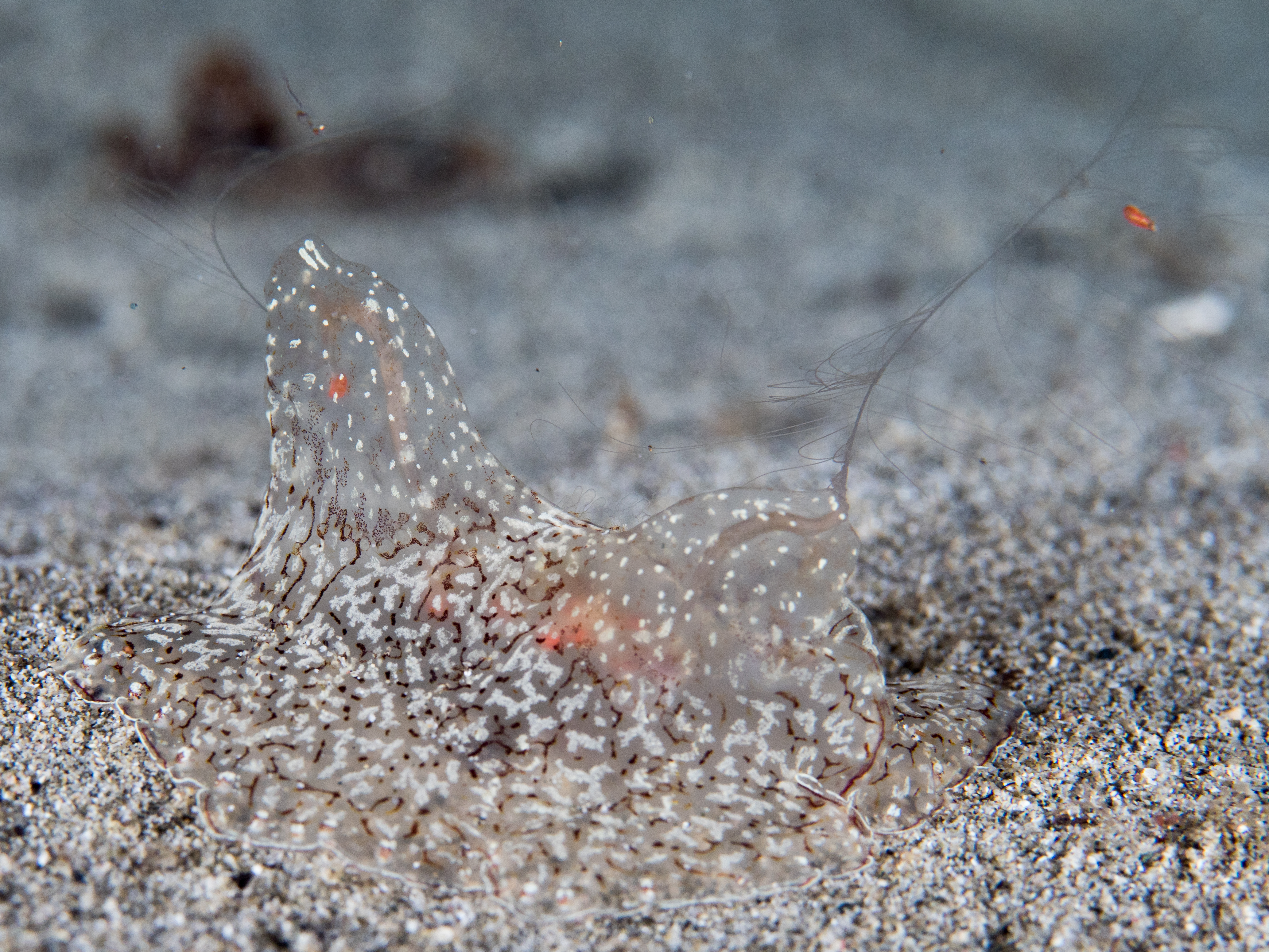
Coeloplana meteoris (espèce libre, sans hôte)
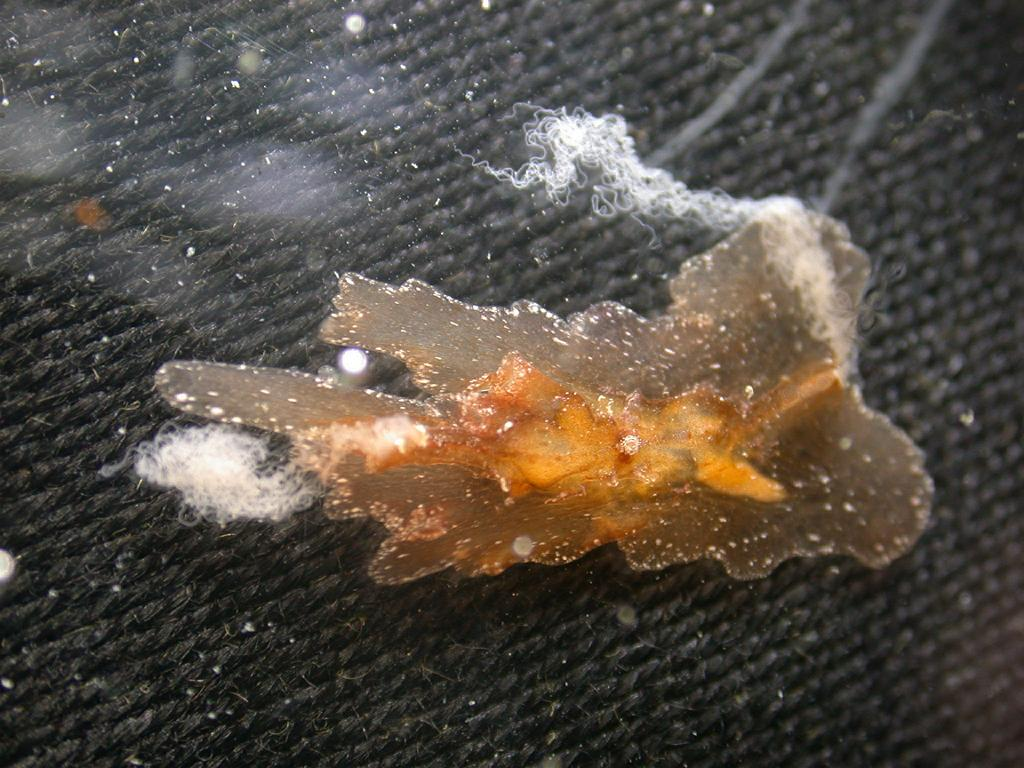
Coeloplana willeyi
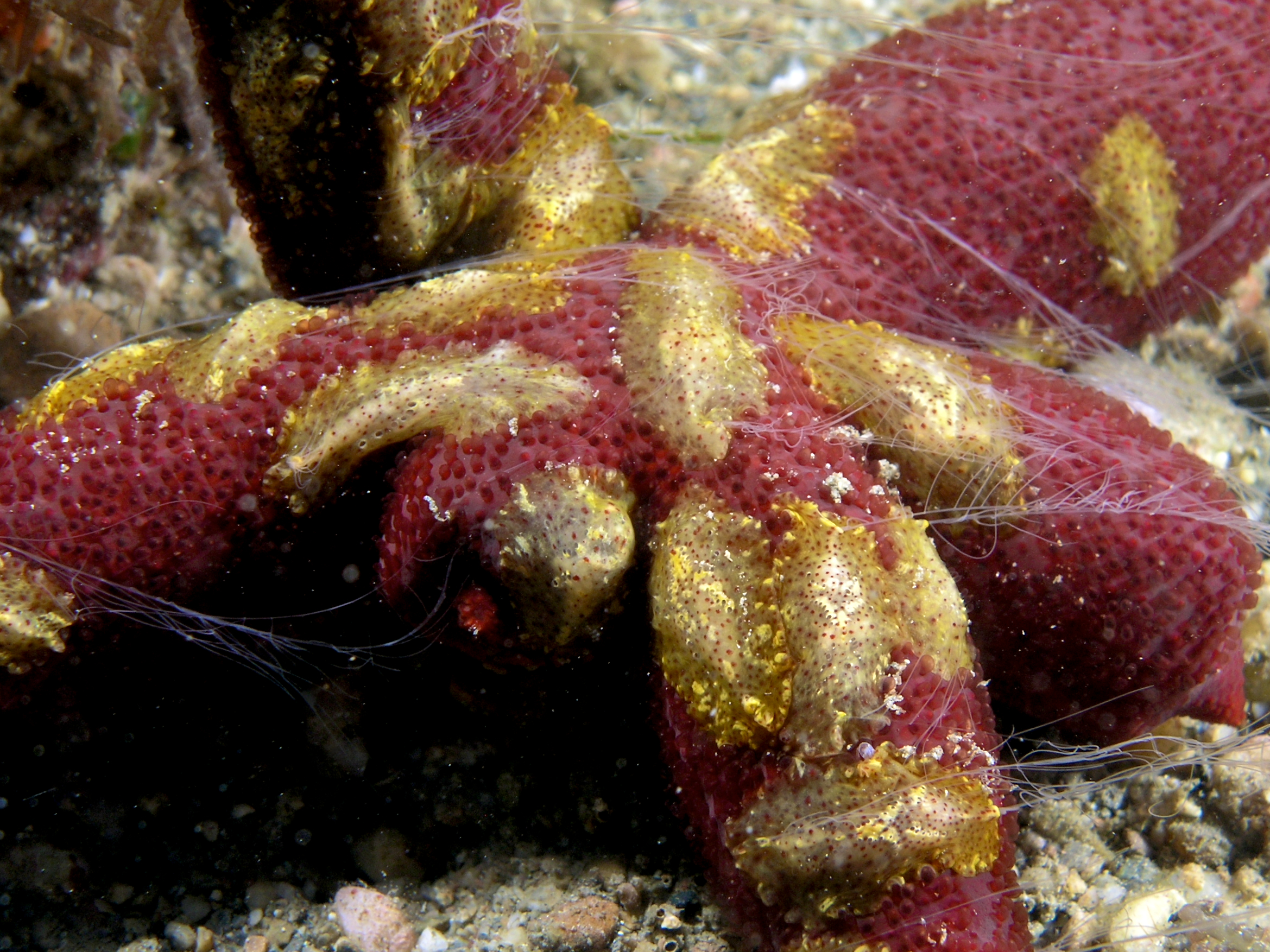
Coeloplana sp.